# Народът на свободата
„Народът на свободата“ (на италиански: Il Popolo della Libertà) е дясноцентристка либералноконсервативна политическа партия в Италия.
Основана е през 2009 г. със сливането на Форца Италия, Национален алианс и няколко по-малки организации.
Лидер на партията става министър-председателят Силвио Берлускони. Тя е водеща в правителствената коалиция по онова време, включваща още Северната лига и Движението за автономиите.
През 2013 година Народът на свободата е водещата партия в дясноцентристката коалиция, която получава 29% от гласовете, оставайки на второ място.